# Mimoides pausanias
Mimoides pausanias är en fjärilsart som först beskrevs av William Chapman Hewitson 1852.  Mimoides pausanias ingår i släktet Mimoides och familjen riddarfjärilar. Inga underarter finns listade i Catalogue of Life.

## Bildgalleri

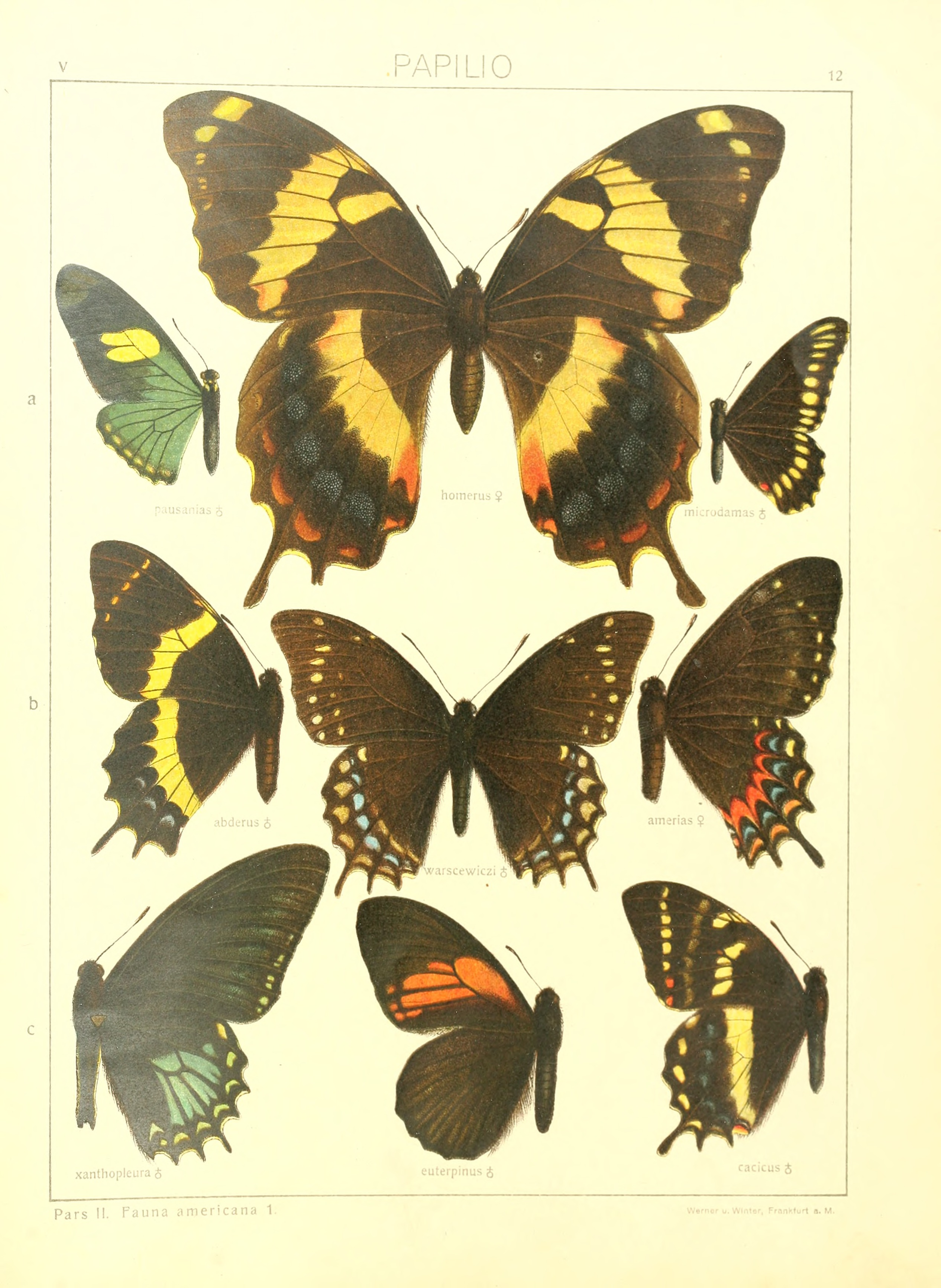